# Sršeň žlutavá
Sršeň žlutavá (Vespa simillima) je východoasijským zástupcem jedovatého sociálního blanokřídlého hmyzu z čeledi sršňovitých a rodu Vespa (sršeň).

## Vzhled
Sršeň žlutavá je malá až středně velká sršeň. Dělnice měří nejčastěji okolo 20 mm, samci asi 27 mm, královna 25 až 28 mm. Vzhledem připomíná sršeň obecnou (Vespa crabro) a vosu prostřední (Dolichovespula media). Čelní štítek má jen slabé tečkování, což je jedno z poznávacích znamení oproti sršni obecné. Mezi očima ji prochází černá páska. Hruď je zbarvená podobně jako u sršně obecné. U dělnice je zadeček téměř celý žlutý, u královny stejně jako u samečka je pokryt malými proužky. Tykadla samečka, podobně jako u ostatních vos a sršní, jsou zakřivena do tvaru turecké šavle. Sameček postrádá žihadlo.

## Výskyt
Žije na Kamčatce, v okolí řeky Amur, na Sachalinu, v Koreji, na Kurilských ostrovech, v Japonsku. V Japonsku jde o nejběžnější sršeň.

## Temperament
Sršeň žlutavá není útočná, pouze při napadení nebo podráždění se brání bodnutím. Hnízda zavěšená na větvi mohou budit obavy, ve skutečnosti však nejsou tak nebezpečná. Sršně dráždí, když jim člověk stříká vodu či jinou látku do hnízda, brání jim ve výletu, anebo je provokuje blýskáním různých předmětů – zrcadly, brýlemi, sklem, kapesní svítilnou, bleskem fotoaparátu.[zdroj?] Sršně se nejprve pokoušejí nepřítele zastrašit rychlým a krouživým nalétáváním pro zrak jen těžko sledovatelným.[zdroj?] Je-li zastrašování vetřelce neúčinné, dojde na žihadla. Zůstává dosud nevysvětleno, proč se cílem sršních žihadel nejčastěji stává kořen palce.[zdroj?] Také pach lidského potu dráždí sršně k útoku.[zdroj?]

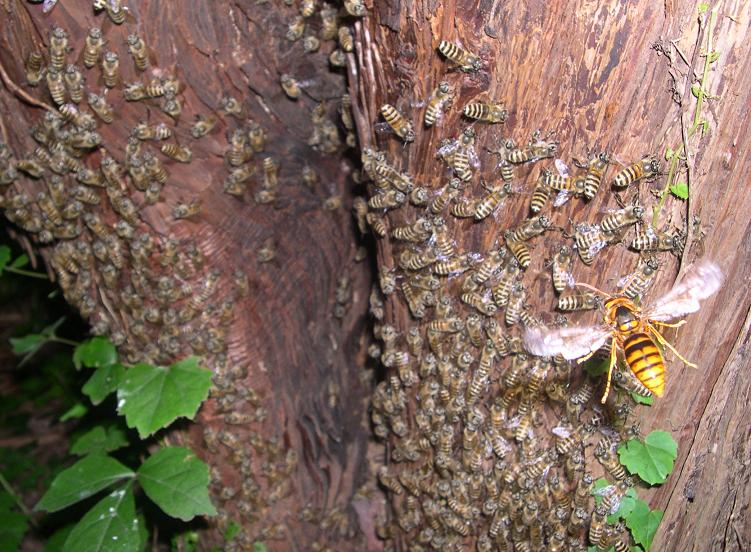
Sršeň žlutavá se připravuje k útoku na včely

## Biologie
Hnízda si staví na mnoha různých místech, například na větvích stromů, v dutinách kmenů, pod okapy, na zdech, pod střechami i pod zemí. Mohou dosáhnout značných rozměrů a obsahovat až 10 000 buněk. Při obraně hnízd jsou dělnice velmi agresivní.
Sršně jsou dravci. Napadají hmyz (často mouchy) a pavoukovce. Jejich kořistí se stávají i vosy (rod Vespula) a včely. Z hospodářského hlediska se proto jeví jako škůdci. Hmyz je loven jako potrava pro larvy, zdrojem potravy pro dospělé jsou různé sacharidové tekutiny, jako je míza ze stromů, medovice a nektar, případně se živí trofalaxí (vzájemné krmení, většinou larvy krmí dospělce tekutinou bohatou na sacharidy a aminokyseliny).
Významným konkurentem a přirozeným nepřítelem sršně žlutavé je rodově příbuzná sršeň mandarínská. Sršně mandarínské často na sršně žlutavé útočí hromadně. Většinou zvítězí sršně mandarínské. V Japonsku takto přijdou sršně žlutavé až o 35 % kolonií. Často sršně žlutavé vypouštějí poplašné feromony, které svolají ostatní sršně z kolonie na pomoc.
Parazitem v hnízdech sršně žlutavé bývá agresivní sršeň Vespa dybowskii.